# Clara Nunes
Clara Nunes (Caetanópolis, 1943. augusztus 12. – Rio de Janeiro, 1983. április 2.) brazil énekes.
A mezzoszoprán hangú Nunes lett az első brazil énekesnő, akinek a lemezeit, több, mint 100 000 példányban adták el.

## Diszkográfia
- 1966 A voz adorável de Clara Nunes
- 1968 Você passa eu acho graça
- 1969 A beleza que canta
- 1971 Clara Nunes
- 1972 Clara Clarice Clara
- 1973 Clara Nunes
- 1973 Poeta, Moça e Violão (Vinicius de Moraes e Toquinhó-val)
- 1974 Brasileiro Profissão Esperança (Paulo Gracindó-val)
- 1974 Alvorecer
- 1975 Claridade
- 1976 Canto das três raças
- 1977 Forças da natureza
- 1978 Guerreira
- 1979 Esperança
- 1980 Brasil Mestiço
- 1981 Clara
- 1982 Nação